# Захарьино (Сергиево-Посадский район)
Захарьино — деревня в Сергиево-Посадском районе Московской области, в составе муниципального образования Городское поселение Сергиев Посад (до 29 ноября 2006 года входила в состав Мишутинского сельского округа)).

## Население
| 2002 | 2006 | 2010 |
| ---- | ---- | ---- |
| 1    | ↗2   | ↗8   |

## География

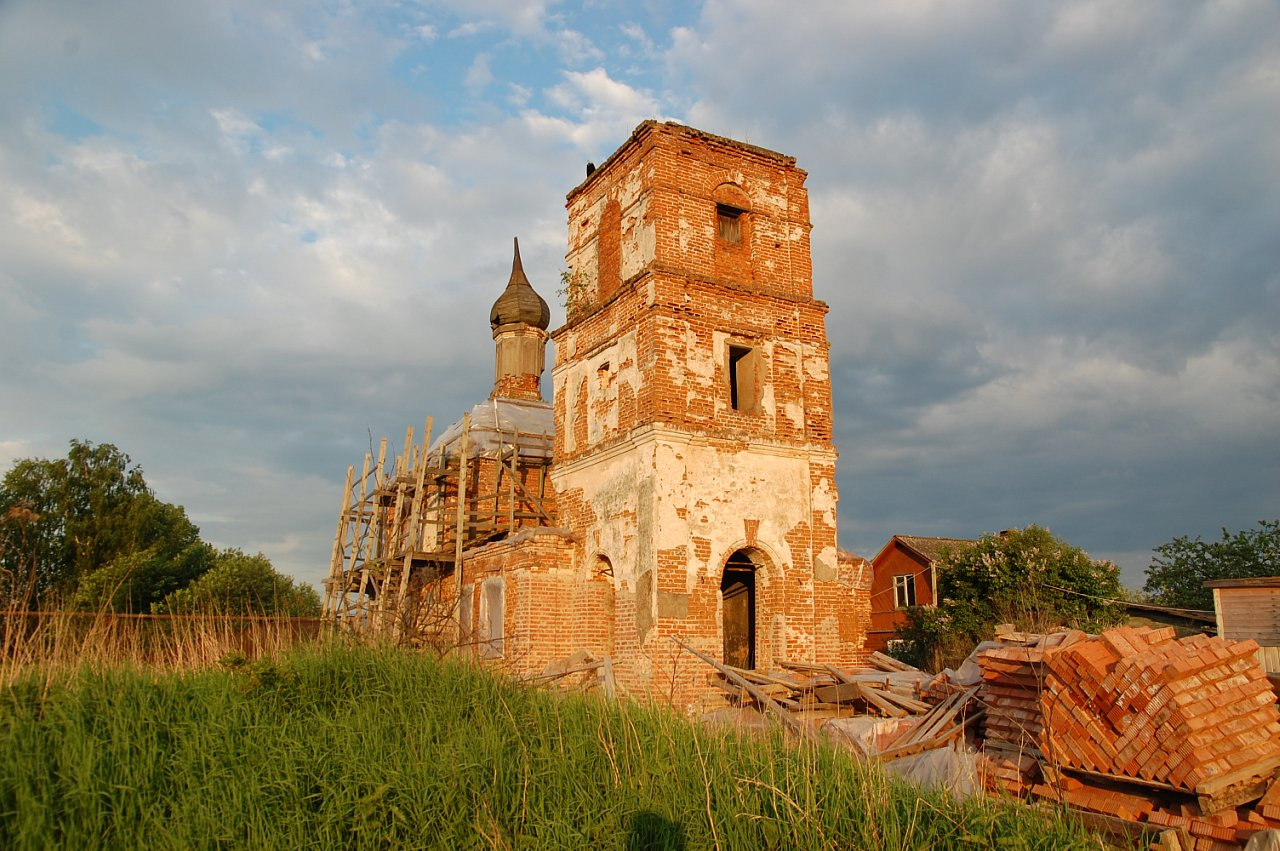
Церковь Воскресения Словущего в Захарьино

Захарьино расположено примерно в 14 километрах (по шоссе) на северо-запад от Сергиева Посада, на правом берегу реки Веля
, высота центра деревни над уровнем моря — 233 метра.

## Современное состояние
На 2016 год в деревне зарегистрировано 4 садовых товарищества. Воскресенская церковь в селе Захарьино основана в 1704 году. Современное одноглавое здание, в стиле провинциального зодчества XVIII века, с трапезной (с южным приделом) и колокольней, построено в 1808 году. В 1930-х годах закрыто, в конце 1990-х годов передан верующим, действует.